# کومیاوکا
کومیاوکا (به لهستانی:  Kumiałka) یک روستا در لهستان است که در گمینا یانوو (استان پودلاسکی) واقع شده‌است.